# In the Faery Hills
In the Faery Hills est un poème symphonique du compositeur britannique Arnold Bax, composé en 1909.

## Contexte
Le poème In the Faery Hills a été écrit en 1909 et constituera plus tard le centre d'une trilogie de poèmes sous le titre général Eire. Il est dédié au compositeur Balfour Gardiner, figure importante de la vie musicale londonienne parmi les jeunes compositeurs, à qui Arnold Bax a pu apporter un encouragement pratique, en particulier lors d'une série de concerts de musique de compositeurs anglais qu'il a organisés en 1912 et 1913, et est écrit pour un grand orchestre caractéristique. L'œuvre a été créée en 1910 lors d'un concert promenade, sous la direction d'Henry Wood, qui en avait demandé la composition.

## Orchestration
L'instrumentation comprend un piccolo, une clarinette basse, deux harpes et une section de percussions variée, avec glockenspiel et célesta, en plus des instruments habituels d'un orchestre symphonique complet.

## Analyse
Le poème de William Butler Yeats, auquel In the Faery Hills doit son inspiration, permet à Oisín (ou Usheen), répondant à saint-Patrick, de décrire son errance :
« And Niamh blew there merry notes
Out of a little silver trump
And then an answering whispering flew
Over the bare and woody land »
« Et Niamh soufflait de joyeuses notes
D'une petite trompette d'argent
Et un murmure de réponse s'est envolé

Sur la terre nue et boisée »
La clarinette s'ouvre sur cet appel des fées, dans le poème en tonalités, suivi par le rassemblement progressif du Petit Peuple. Au cœur de l'œuvre, Oisín chante :
« But when I sang of human joy

A sorrow wrapped each merry face. »
« Mais quand je chantais la joie humaine

Un chagrin enveloppait chaque visage joyeux. »
Un garçon s'avance et s'empare de la harpe :
« And caught the silver harp away,
And, weeping over the white strings, hurled
It down in a leaf-hid, hollow place. »
« et emporte la harpe d'argent,
Et, pleurant sur les cordes blanches, la jeta

dans un endroit creux et caché par les feuilles. »
Maintenant, le Petit Peuple danse avec lui, en riant. L'image évoquée est celtique, mais non sans une touche de l'autre monde païen suggéré plus tôt par Stéphane Mallarmé et Claude Debussy dans le Prélude à l'Après-midi d'un faune, dont les échos sont perceptibles. L'œuvre commence par un motif féerique caractéristique, qui sera repris en écho, et une suggestion du crépuscule celtique dans un motif secondaire de la flûte. Le monde des fées s'éveille dans une gigue allegro vivace. La danse se termine et la trompette répète le motif d'ouverture, tandis que le barde commence son récit, représenté d'abord par deux altos, puis par le basson, avec un accompagnement de harpe et des interpolations de fées. Le récit se poursuit, jusqu'à ce que la danse des fées se fasse à nouveau entendre, d'abord au basson. La harpe semble s'enfoncer dans l'eau tandis que la gigue reprend. La musique ralentit et l'appel de cor retentit à nouveau, en écho. Un alto solo, suivi d'une seule flûte, mène la danse à son terme.